# سانتیاگو مالانو
سانتیاگو مالانو (انگلیسی: Santiago Malano؛ زادهٔ ۲۹ ژانویهٔ ۱۹۸۷) بازیکن فوتبال اهل آرژانتین است.